# Густав Зайн-Віттгенштайн-Берлебурзький
Густав Фредерік Філіпп Ріхард Зайн-Віттгенштайн-Берлебурзький (нім. Gustav Frederik Philip Richard Prinz zu Sayn-Wittgenstein-Berleburg, нар. 12 січня 1969) — спадкоємний принц Зайн-Вітггенштайн-Берлебурзький, син 6-го князя Зайн-Віттгенштайн-Берлебурзького Ріхарда та принцеси Данії Бенедикти, небіж королеви Маргрете. Голова династії Зайн-Віттгенштайн-Берлебург від 13 березня 2017 року.

## Біографія
Густав народився 12 січня 1969 року у Франкфурті-на-Майні. Він став первістком в родині принца цу Зайн-Вітгенштейн-Берлебург Ріхарда Казиміра та данської принцеси Бенедикти. Згодом сім'я поповнилася двома доньками: Александрою та Наталією. Проживає родина у Берлебурзькому замку в містечку Бад-Берлебург.
Оскільки, Густав все життя, у тому числі й шкільні роки, прожив у Німеччині, він не має права наслідувати данський трон. Але зберігає права на престол Великої Британії як нащадок Артура Коннаутського.
У серпні 2000 принц заручився із француженкою Ельвірою Пасте де Рошфор. Весілля було заплановане на 12 травня 2001. Однак, спочатку було перенесено, а згодом — й відмінене через суперечки у деталях шлюбного контракту.
У червні 2006 Густав вперше з'явився на офіційному заході із ілюстратором Каріною Аксельсон, із якою познайомився на одному із званих прийомів. З того часу пара проживає разом у замку Берлебург. Офіційно вони не одружені, але ходять чутки про таємний шлюб.